# Team Fantomen
Team Fantomen är namnet på det kollektiv av serieskapare som producerar Fantomen-material för den svenska Fantomen-tidningen. De första avsnitten publicerades 1963, och 2016 har det producerats cirka 950 stycken. Under många år leddes arbetet av Ulf Granberg, "Gammelredax", och sedan 2015 är Mikael Sol produktionsledare.
I början av 1990-talet arrangerades den första av flera "Team Fantomen"-konferenser för medarbetarna på den svenskproducerade serien. Orsaken var ett behov av att förnya serien och, om möjligt, öka tidningens upplaga.
De mest produktiva Team Fantomen-medlemmarna inkluderar:
- Donne Avenell, författare (1978–1997)
- Heiner Bade, tecknare och sporadisk författare (1975– )
- Georges Bess, tecknare (1977–1987)
- David Bishop, författare (2001–2014)
- Joan Boix, tecknare (1994–2014)
- Carlos Cruz, tecknare (1988–2004)
- Tony De Paul, författare (1993–2013)
- Özcan Eralp, tecknare och sporadisk författare (1968–1991)
- Felmang, (pseudonym för Romano Felice Mangariano) tecknare (1987–2014)
- Rolf Gohs, sporadisk tecknare och författare (1966–1970), men framförallt tidningens huvudsakliga omslagstecknare, med närmare 1000 omslag (1957–2012)
- Scott Goodall, författare (1989–1999)
- Ulf Granberg, produktionsledare/redaktör (1973–2012) och sporadisk författare (1975–2001)
- Idi Kharelli, (pseudonym för Eirik Ildahl) författare (1981–1986)
- Kari Leppänen, tecknare och sporadisk författare (1979– )
- Hans Lindahl, tecknare och författare (1983–2015)
- Janne Lundström, författare (1970–1977 och 2007–2015)
- Lennart Moberg, författare och sporadisk tecknare (1992–2004)
- Claes Reimerthi, författare (1984–2021)
- César Spadari, tecknare (1987–2020[2])
- Jaime Vallvé, tecknare och sporadisk författare (1972–1996)
- Bertil Wilhelmsson, tecknare och sporadisk författare (1963–1988)
- Norman Worker, författare (1976–2004)
- Sverre Årnes, författare (1990–1998)